# República Galáctica
A República Galáctica é um estado fictício democrático intergaláctico do universo Star Wars que compreende variados sistemas planetários. A República dominou a Galáxia por milênios até 19 BBY, quando deu lugar ao maléfico Império Galáctico, até ser restaurada pela Aliança Rebelde que também restaurou o Senado Galáctico. Seu primeiro período (Velha Republica) foi marcado por um Governo justo e pacífico e pela aliança com a Ordem Jedi. Seu segundo período (Nova Republica) foi marcado pela política justa e pacífica de desarmamento.

## História

#### Velha República
Depois que a Ordem Sith parecia ter sido eliminada pelos Jedi e por suas lutas internas, a partir do vácuo de poder gerado a República aparentemente foi criada junto do Senado Galáctico para criar as leis de forma democrática e a Ordem Jedi foi encarregada de assegurar a paz em todos os sistemas.
Anos mais tarde, a República viria a cair através de uma conspiração que começou com a invasão de Naboo pela Federação do Comércio que após ser derrotada inicia um movimento separatista contra Guerras Clônicas chamadas assim porque o exército da República era composto por clones encomendados por Zifo- Vyas  que previu um conflito em larga escala se aproximando, mas é expulso do Conselho Jedi. Então secretamente comissiona os Kaminoanos para criar um exército de clones para a República.
Três anos mais tarde o Chanceler Palpatine revela ao Cavaleiro Jedi Anakin Skywalker ser Darth SIdious, o Sith que conspira contra a República e aos poucos converte-o ao lado sombrio tornando-o seu aprendiz e usando o incidente com o Jedi Mace Windu para se fazer de vítima e expurgar os Jedi com a Ordem 66. Mais tarde ele proclama diante do Senado a Reorganização da República que dará lugar ao Império Galáctico e ordenando a construção de uma arma de destruição em massa, a Estrela da Morte.  
Nos anos posteriores o Império enfrenta a Aliança Para Restauração da República na Guerra Civil Galáctica até 4 DBY quando a Segunda Estrela da Morte foi destruída junto com o Imperador Palpatine e seu servo Darth Vader durante a Guerra Civil Galáctica.

#### Nova República
Um ano depois, a República havia sido restaurada pela Aliança e as Forças Imperiais haviam decaído consideravelmente, mais foi no remoto planeta de Jakku que o Império deu seu último suspiro durante uma batalha mortal entre as forças imperiais e a Nova República com uma vitória da Republica. Os restos do Império assinaram um tratado de paz, a Concordância Galáctica, que lhe impusera duras penas, pondo fim a Guerra Civil Galáctica. 
O objetivo da Nova República era restaurar o governo democrático da galáxia que existia sob o seu estado antecessor, a Velha República. A República colocou sua primeira capital no planeta Chandrila, mas depois decidiu por rotear a sua capital entre os muitos planetas membros da República, a fim de se diferenciar simbolicamente da Velha República, ao invez de ter sua capital no planeta Coruscant, o antigo planeta capital da Velha República e mais tarde do Império Galáctico.
Após o fim da guerra com a assinatura da Concordância Galáctica, a República aprovou rapidamente a Lei de Desarmamento Militar que procurava evitar que a história galáctica se repetisse; e, em vez disso, concentrou-se no fortalecimento das forças dos governos planetários locais e nos esforços de reconstrução dos mundos devastados pelo conflito. Sua força militar então se tornou uma fração do tamanho da força militar da Velha República e do Império. A Nova República permanecia em termos amigáveis com a maioria dos sistemas galácticos devido aos processos igualitários que incorporava sua mensagem política.
A Nova República agora era a força dominante na galáxia e continuava insistentemente em defender os valores da democracia em todos os sistemas estelares. Apesar disso, a Nova República não estava sem os seus críticos, como muitos nobres imperiais, tecnólogos, antigos membros das forças armadas imperiais e simpatizantes do antigo Imperador, alguns dos quais faziam parte da estrutura política do antigo Império Galáctico. Os desentendimentos entre os republicanos e os simpatizantes imperiais passaram a ser muito severos ao ponto dos simpatizantes do Império se juntarem para formar um movimento (mais tarde aliança militar) que foi chamada de Primeira Ordem, cujo principais objetivos eram caçar e destruir os últimos Jedi, destruir a Republica e implantar um novo governo na galáxia (inspiradas nas idéias do Império). 
Cerca de 30 anos após a batalha de Endor (ou 33 ABY), a Primeira Ordem havia crescido muito, mas o Senado Galáctico não achava que remanescentes do Império eram ameaça à Galáxia dizendo que enquanto eles mantivessem sua parte da Concordância Galáctica, não havia nada com que se preocupar. Muitos senadores descartaram as noções de que a Primeira Ordem representava uma ameaça para a República, acreditando que os relatos de sua força eram exagerados pela "belicista" filha do falecido Darth Vader, Leia Organa. Sem defesas consideráveis contra um inimigo crescente, a Nova República estava à beira do desastre.
O que se revelou ser verdade quando a Primeira Ordem decidiu usar sua mais nova arma de destruição em massa, a Starkiller, um canhão instalado em um planeta gelado que se recarrega da energia absolvida de estrelas próximas e dispara um raio mortal capaz de destruir sistemas estelares inteiros, e com ela destruiu o sistema que sediava o Senado e a frota da Republica, Hosnian Prime numa tentativa de minar a Republica.

## A República e os Jedi
Durante seu primeiro período, a República se afiliou com os Jedi. Os Jedi eram encarregados de manter e assegurar a paz em todos os lugares da República, transmitindo um certo poder diplomático aos republicanos. Durante a era de ouro da República, Yoda e Mace Windu assumiram o papel de líderes da Ordem Jedi e se caracterizaram como os mais influentes Jedi a fazerem parte do Conselho Jedi.
Na Nova Republica, não houve relações entre os Jedi e o Senado, já que a Ordem estava reduzida a um único Mestre Jedi, Luke Skywalker, e sua academia que logo foi destruída numa tragédia.  

## Exército
Durante quase todo o período de duração, a República desenvolveu um fortíssimo poder bélico, porém, durante os primeiros anos, os republicanos recusaram criar um Exército para proteger aliança galáctica. Essa atitude é tida como uma tentativa de reforçar os ideais de paz proclamados pela República. Em contrapartida, os republicanos se afiliaram aos Cavaleiros Jedi, que se mostraram hábeis protetores da paz em todo o Universo. 
Apesar de a República se mostrar como defensora da paz, algumas instituições ligadas aos republicanos como, por exemplo, a Federação de Comércio possuem seus exércitos particulares para proteger os seus membros. 
Porém, como foi previsto pelos Jedi, a paz na República entrou em colapso durante a Guerra dos Clones, conflito que ficou conhecido como o mais violento e sanguinário de todos os tempos. Pouco antes da Guerra dos Clones, o mestre Obi-Wan Kenobi descobriu o Exército dos Clones, um exército constituído por milhares de clones de um caçador de recompensas chamado Jango Fett produzidos para servir a República.
Sob as orientações de Mestre Yoda, o Conselho Jedi desfrutou do efectivo dos Clones para lutar na tenebrosa Guerra dos Clones. Algum tempo depois do início das Guerras Clônicas, Palpatine fez os Clones se rebelarem contra a República, massacrando e perseguindo milhares de Jedi. 
Durante seu segundo período, a República manteve uma política intensa de desarmamento, em nome da paz, reduzindo seu poder bélico a uma Frota apenas. Isso a deixou vulnerável a organizações militares como a Primeira Ordem que evidentemente estava em busca do controle da Galáxia. Essa fragilidade ficou clara quando a Primeira Ordem disparou a Starkiller em Hosnian Prime, num ataque a República. 

## A capital
Na Velha Republica, a capital do governo e sede do Senado era o planeta Coruscant.
Na Nova Republica, a capital do governo era definida por uma eleição, que acontecia junto com as eleições para Chanceler , ou seja, sua capital era rotativa. Inicialmente, o planeta Chandrila serviu como a capital do governo e da sede do Senado Galáctico, mais tarde, seria transferida para o planeta Hosnian Prime, até sua destruição pela Base Starkiller da Primeira Ordem em Star Wars: O Despertar da Força.